# Benjamin Pavard
Benjamin Pavard (n. 28 martie 1996, Maubeuge, Nord-Pas-de-Calais, Franța) este un fotbalist francez, care joacă pe post de fundaș lateral la Inter Milano în Serie A. Pe plan internațional, are prezențe la națională pentru Franța U21⁠(d), Franța U19⁠(d) și Franța.

## Statistici carieră

### Club
La 20 mai 2018.
| Club          | Sezon         | Campionat     | Campionat | Campionat | Cupă    | Cupă   | Cupa Ligii | Cupa Ligii | Europa  | Europa | Altele  | Altele | Total   | Total  |
| Club          | Sezon         | Divizie       | Meciuri   | Goluri    | Meciuri | Goluri | Meciuri    | Goluri     | Meciuri | Goluri | Meciuri | Goluri | Meciuri | Goluri |
| ------------- | ------------- | ------------- | --------- | --------- | ------- | ------ | ---------- | ---------- | ------- | ------ | ------- | ------ | ------- | ------ |
| Lille         | 2014–15       | Ligue 1       | 8         | 0         | 0       | 0      | 0          | 0          | —       | —      | —       | —      | 8       | 0      |
| Lille         | 2015–16       | Ligue 1       | 13        | 0         | 1       | 0      | 3          | 0          | —       | —      | —       | —      | 16      | 0      |
| Lille         | Total         | Total         | 21        | 0         | 1       | 0      | 3          | 0          | 0       | 0      | 0       | 0      | 24      | 0      |
| VfB Stuttgart | 2016–17       | 2. Bundesliga | 21        | 1         | 0       | 0      | —          | —          | —       | —      | —       | —      | 21      | 1      |
| VfB Stuttgart | 2017–18       | Bundesliga    | 34        | 1         | 2       | 0      | —          | —          | —       | —      | —       | —      | 36      | 1      |
| VfB Stuttgart | Total         | Total         | 55        | 2         | 2       | 0      | —          | —          | 0       | 0      | 0       | 0      | 57      | 2      |
| Total carieră | Total carieră | Total carieră | 76        | 2         | 3       | 0      | 3          | 0          | 0       | 0      | 0       | 0      | 81      | 2      |

### Națională
La 6 iulie 2018.
| Națională | An    | Selecți | Goluri |
| --------- | ----- | ------- | ------ |
| Franța    | 2017  | 2       | 0      |
| Franța    | 2018  | 8       | 1      |
| Total     | Total | 10      | 1      |

#### Goluri internaționale
| Gol | Dată          | Loc                        | Selecție | Oponent   | Scor | Rezultat final | Competiție                         |
| --- | ------------- | -------------------------- | -------- | --------- | ---- | -------------- | ---------------------------------- |
| 1.  | 30 iunie 2018 | Kazan Arena, Kazan, Russia | 9        | Argentina | 2–2  | 4–3            | Campionatul Mondial de Fotbal 2018 |

## Palmares
VfB Stuttgart
- 2. Bundesliga: 2016–17

#### Franța
- Campionatul Mondial de Fotbal: 2018